# Mount Redoubt (Aljaška)
Sopka Mount Redoubt, či Redoubt Volcano, patří k erupčním stratovulkánům, aktivním v poslední době. Je součástí převážně vulkanického Aleutského hřbetu ve státě Aljaška (USA). Leží v pohoří Chigmit Mountains (dílčí jednotka Aleut), přímo na západ od Cookovy zátoky, na poloostrově Kenai asi 180 km (110 mil) jihozápadně města Anchorage v národním parku Lake Clark (60°29’07’’ N, 152°44’35’’ W). Je vysoká 3108 m; je to třetí nejvyšší hora v oblasti, nejvyšší je Mt. Torbert, druhý Mt. Spurr.
V 19. a 20. století byla aktivní pětkrát od roku 1900: v roce 1902, 1922, 1966, 1989 a 2009 . Erupce v roce 1989 chrlila sopečný popel do výše 14 000 m (45 000 stop), kde zachytil letadlo Boeing 747 (KLM Flight 867), které po komplikacích bezpečně přistálo v Anchorage. Popel pokryl oblast asi 20 000 km² (7700 čtverečních mil). Erupce v roce 1989 byla důležitá jako první sopečný výbuch, který byl úspěšně předpovězen metodou dlouhodobých seismických událostí, kterou vyvinul švýcarský Američan, vulkanolog Bernard Chouet.

## Jméno
Oficiální jméno hory je Redoubt Volcano. Jméno je překladem ruského jména „sopka Redutskaja“ (сопка Редутская), v překladu to znamená slovo reduta (pevnůstka), opevněné místo. Místní jméno, „Ujakushatsch“ také znamená „opevněné místo“, ale je těžké rozhodnout, od kterého jména je název odvozen. Jméno „Redoubt Volcano“ je poprvé zaznamenáno mezi geografickými jmény v roce 1891. Program Global Volcanism na Smithsonově institutu (Smithsonian Institution) odkazuje na jméno „Redoubt“, ale uvádí se i následující jména: Burnt Mountain, Goreloi, Mirando, Ujakushatsch, Viesokaia a Yjakushatsch. Aljašská vulkanická observatoř (AVO) také užívá jednoduché „Redoubt“, na jejím seznamu jsou táž alternativní jména a též další, jako: Redoubt, Mt., Goryalaya, Redoute Mtn. a Redutskaya. 

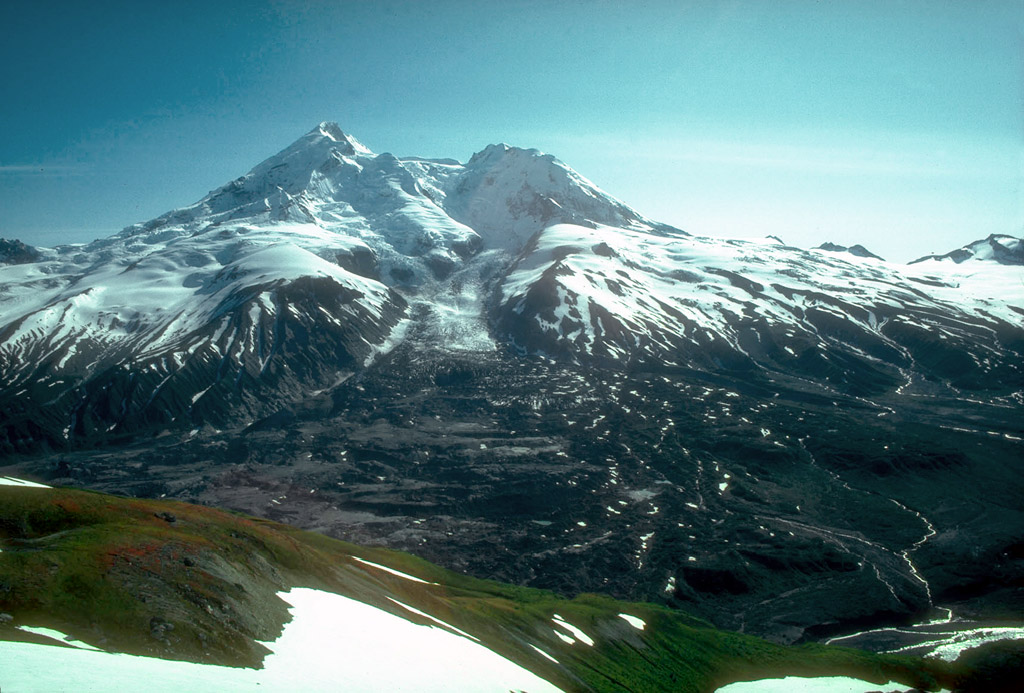
Hora Mount Redoubt

## Geologie
Vulkán má asi 6 kilometrů (3,7 mil) v průměru a předpokládaný objem asi 30–35 km³. Svahy vrcholového kužele jsou relativně příkré (v porovnání s vulkány obecně). Kužel je tvořen uloženinami pyroklastických proudů a lávových proudů, spočívajících na mezozoických horninách batolitu Aleutského horského pásma. Svahy jsou erodovány pohybem ledovců. Současný hlavní průduch je na severním svahu jícnu. Přítomny jsou lahary holocenního stáří, táhnoucí se až ke Cookově zátoce (Cook Inlet). Při nedávných erupcích hora produkovala převážně křemičitý andezit, basalt a dacit. Nejstarší horniny mají 890 000 let.

## Erupce

### Dřívější zprávy
Kapitán James Cook spatřil Mt. Redoubt během léta 1778 a popisoval ji jako horu "vydávající bílý kouř ale žádný oheň". Domníval se, že to není nic více než bílý těžký mrak, který často viděl na pobřeží. Ale tento mrak byl příliš malý na to, aby to odpovídalo a zůstával takřka fixovaný na stejném místě po celých 48 hodin, i když se nad pohořím vyjasnilo. Nicméně některé zdroje tento popis nepovažují za popis erupce. Je známo několik dalších popsaných aktivit, které ovšem nelze nazvat erupcemi. V roce 1819 byl na hoře pozorován kouř. Také v tomto případě nelze z popisu identifikovat, zda se jednalo o erupci. Podobně v roce 2003 rozfoukaný mrak sněhu zmýlil zaměstnance v budově ConocoPhillips v Anchorage, který to považoval za chochol z popele. Možné výrony páry byl pozorovány v roce 1933.

### Rok 1881
V tomto roce byla popsána erupce na východní straně Mt. Redoubt, stále dýmající s periodami zvýšené aktivity. Daleko na moři byl viděn na vrcholu hory oheň. Erupce v roce 1881 zastihla na svahu loveckou skupinu uprostřed cesty na vrchol a jen dva její členové unikli. Nicméně tento výbuch není zdokumentován jinými zdroji.

### Rok 1902

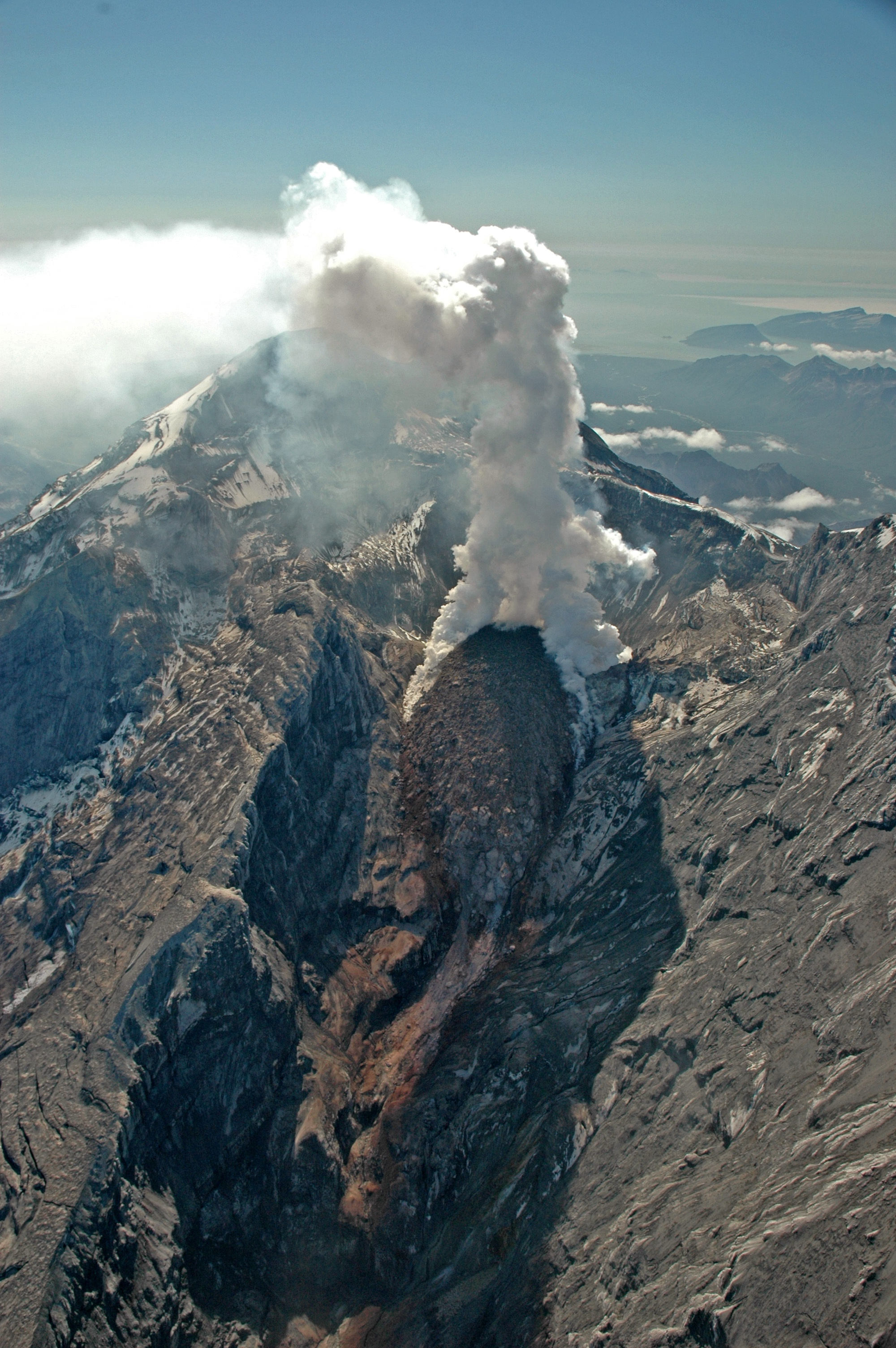
Aktivní lávový dóm na vrcholu kráteru

Vulkán explodoval neočekávaně v roce 1902, chrlil popel od 18. ledna do 21. června. Místní noviny uvedly, "Obdrželi jsme zprávu, že Mt. Redoubt, jeden z vulkánů v Cookově zálivu, měl erupci 18. ledna a země v okruhu 240 km (150 mil) kolem byla pokrytá popelem a lávou. Novinka přišla ze Sunrise, ale žádné definitivní zjištění ohledně škod nebylo, neboť žádné lodi nebyly v té době v sousedství vulkánu. Objevilo se tam mnoho dalších zpravodajských zpráv o erupci, jedna popisovala erupci jako " hrozné zemětřesení, při kterém výbuchem pukla hora vedví a vytvořila se velká puklina". Tato zpráva mohla možná naznačovat vytvoření trhliny v sopečném kráteru, nicméně je to zpráva pochybná. Z kaldery sopky pravděpodobně šlehaly plameny a erupce vyděsila místní lidi v oblasti. Noviny naznačovaly, že popel byl unášen více než 240 km (150 míl) a dosáhl protější strany Cookovy zátoky. 

### 1989–1990
Vulkán explodoval 14. prosince 1989 a stále vybuchoval po více než šest měsíců. Náhlé tání sněhu a ledu na špičce hory vyvolalo pyroklastické proudy a zhroucení kopule zapříčinilo vznik laharů (kamenotoky), které tekly dolů po severním svahu hory. Většina laharů dorazila až do Cookovy zátoky, asi 35 km (22 mil) od vulkánu. Lahary vnikly i do blízké řeky, což znepokojilo úředníky, neboť mohly zničit naftové sklady umístěné podél řeky.
Od té doby, co se lahary objevovaly opakovaně, si vědci uvědomili, že je mohou užívat k tomu, aby analyzovaly po zkušební dobu nově vyvinuté zařízení k měření vzájemného pohybu hornin. Toto zařízení, nyní známé jako akustický monitor toku, varuje blízké stanice před možnými lahary.
Erupce také způsobila u dopravního letadla (let KLM 867) selhání všech čtyř motorů poté, co vletělo do mraku sopečného popele. Škoda způsobená erupcí byla odhadována na 160 milionů dolarů, je to druhá největší v historii Spojených států.

### Rok 2009
30. ledna 2009 vědci z Aljašské vulkanické observatoře (AVO) upozornili na hrozící nebezpečí erupce, a zkušení obyvatelé Aljašky nakupovali ochranu proti spadu sopečného popele, který mohl dopadat na jižní část centrální Aljašky. 31. ledna bylo několik sopečných zemětřesení během hodiny a byla zpozorována velká díra v ledovci na svahu hory. Vědci začali monitorovat seismická data z hory po dvacet čtyři hodin ve snaze varovat lidi v blízkých sídlech. Nízký přelet letadla prováděný AVO objevil "významné páření z nové rozpouštěné deprese u ústí vrcholu kráteru blízko oblasti erupčního otvoru z let 1989–1990".
Materiál z vulkánu tvořila hlavně vodní pára spolu s menším množstvím oxidu uhličitého a oxidu siřičitého. Další studium vzdušným monitoringem zjistilo, že materiál nebyly příliš oxidován a v malé koncentraci obsahoval sulfáty (méně než 20 %).

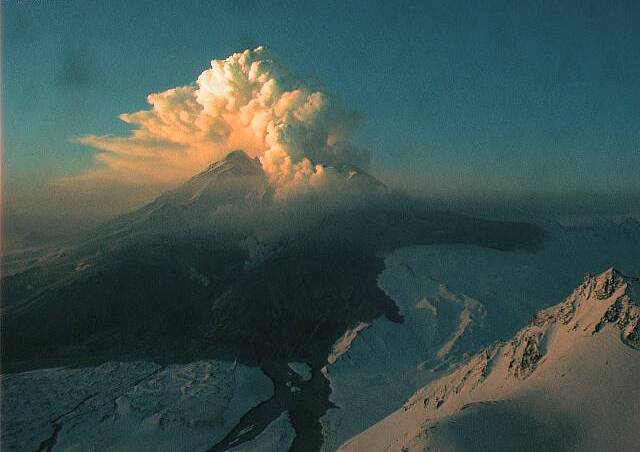
Erupce sopky dne 4. dubna 2009

K erupci došlo pozdě večer dne 22. března 2009. AVO zaznamenalo četné sopečné výbuchy a exploze na vulkánu. 